# Пласкоцин
Пласкоцин (пол. Płaskocin) — село в Польщі, у гміні Коцежев-Полудньовий Ловицького повіту Лодзинського воєводства.
Населення — 232 особи (2011).
У 1975-1998 роках село належало до Скерневицького воєводства.

## Демографія
Демографічна структура станом на 31 березня 2011 року:
|          | Загалом | Допрацездатний вік | Працездатний вік | Постпрацездатний вік |
| -------- | ------- | ------------------ | ---------------- | -------------------- |
| Чоловіки | 120     | 22                 | 86               | 12                   |
| Жінки    | 112     | 27                 | 59               | 26                   |
| Разом    | 232     | 49                 | 145              | 38                   |